# مرکز تحقیقات کلدیش
مرکز تحقیقات کلدیش (روسی: Центр Келдыша) شرکت دولتی صنایع جنگ‌افزاری روس است، که در سال ۱۹۳۳ تأسیس شد.